# Conte de Richeut
Le conte de Richeut appelé aussi Fabliau de Richeut ou Dit de Richeut, est un poème narratif du XIIe siècle composé, d’après Joseph Bédier, en 1159. Apparenté aux fabliaux, il passe pour en être le premier exemple écrit en français.

## Description
Le conte de Richeut est composé de mille trois cent dix-huit vers – octosyllabes et vers de quatre syllabes – répartis en quatre cent trente-six strophes.
Incipit :
« Or faites pais, si escotez
qui de Richaut oïr volez :
sovante foiz oï avez
conter sa vie… »
Explicit :
« … ce dit Richaut; desor ma foi
di li plus maistres, je l'otroi.
Or est plegiez,
en la maison se gist toz liez.
Ci fenit de Richaut. »
Il raconte l’histoire d’une prostituée qui fait croire à ses anciens amants qu’ils sont chacun le père de son fils Samson ou Sansonnet.
Richeut apprend à son fils comment se conduire envers les femmes : « l’essentiel, c’est d’user de beaucoup de douceur en paroles et d’une grande cruauté dans les actes ; il faut beaucoup promettre et ne jamais donner ».
Le manuscrit original du Conte de Richeut est conservé à la Bibliothèque de la bourgeoisie de Berne, sous la cote 354 f. 124v-135v.